# Pollice da scasso
Pollice da scasso (The Brink's Job) è un film del 1978 diretto da William Friedkin.

## Trama
Il film racconta una vicenda realmente accaduta negli Stati Uniti il 17 gennaio 1950, quando un gruppo di ladruncoli alle prime armi portò a termine la più grande rapina fino ad allora compiuta in America, sottraendo circa 3 milioni di dollari alla sede di Boston della Brink's Company, una società internazionale con sede a Richmond (in Virginia), specializzata nel trasporto valori per banche, zecche, gioiellerie e privati.

## Produzione
Il film fu pensato dal regista John Frankenheimer che poi perse interesse nel produrlo. Dino De Laurentiis offrì l'idea a William Friedkin che accettò. La sceneggiatura venne riscritta da Friedkin e Walon Green.
Durante la produzione vi furono diversi conflitti e cause con la Teamsters Union, per questione di diritti di lavoro.